# Riddell's Island
Riddell's Island är en ö i Bermuda (Storbritannien).   Den ligger i parishen Southampton, i den sydvästra delen av landet, 6 km sydväst om huvudstaden Hamilton.